# Caylus
Caylus is een gemeente in het Franse departement Tarn-et-Garonne (regio Occitanie) en telt 1526 inwoners (2005). De plaats maakt deel uit van het arrondissement Montauban.

## Geografie
De oppervlakte van Caylus bedraagt 93,4 km², de bevolkingsdichtheid is 16,3 inwoners per km².
De onderstaande kaart toont de ligging van Caylus met de belangrijkste infrastructuur en aangrenzende gemeenten.

## Demografie
Onderstaande figuur toont het verloop van het inwonertal (bron: INSEE-tellingen).

## Geboren
- Évariste Huc (1813-1860), missionaris